# 윤리형이상학 정초

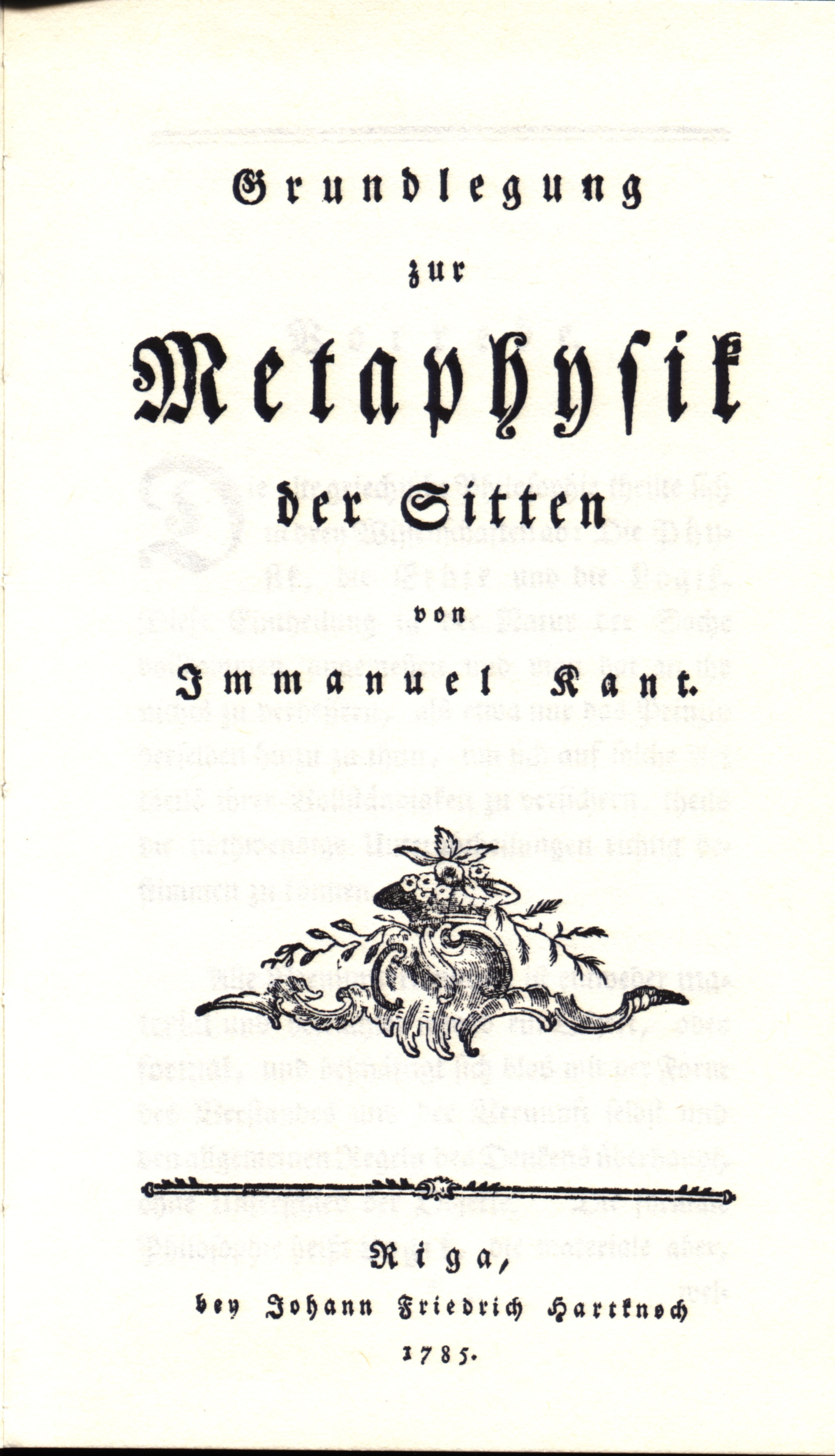

《윤리 형이상학 정초》(1785, Grundlegung zur Metaphysik der Sitten)은 임마누엘 칸트의 도덕 철학 작품이다.  칸트는 그의 연구를 도덕 이론의 핵심 개념과 원리를 설명하고 그것이 합리적 행위자에게 규범적임 을 보여줌으로써 미래 연구를 위한 토대를 닦는 기초 윤리 의 작업으로 생각한다.
칸트는 도덕의 근본 원리를 드러내고 그것이 우리에게 적용된다는 것을 보여주려는 목적을 가지고 있다. 이 작업의 중심은 칸트가 정언 명령으로 언급한 것, 즉 사람은 보편 법칙이 되기를 원하는 그 계율에 따라서만 행동해야 한다는 개념의 역할이다.
《정초》는 서문, 그 뒤에 세 개의 섹션이 있다. 칸트의 논증은 그 존재를 확인하기 위해 공통 이성에서 최고의 무조건법에 이르기까지 작동한다. 그런 다음 그는 도덕법의 관련성과 중요성을 증명하기 위해 작업한다.
서문에서 칸트는 그의 계획을 세우고 그의 조사 방법을 설명하기 위해 몇 가지 예비 발언을 한다.
논리학, 물리학, 윤리학의 세 가지로 철학을 구분한다는 고대 그리스 사상에 대한 언급으로 서문을 시작한다.
칸트는 그가 도덕의 형이상학이라고 부르는 특별한 종류의 탐구가 필요하다는 동기를 부여하기 위해 계속 진행한다. 도덕법은 “절대적 필연성을 수반”해야 한다.
서문에 있는 칸트의 발언의 목적은 도덕 이론의 기초를 준비하는 것이다. 칸트는 경험적 지식에 근거한 모든 사실은 우연적 이어야 한다고 믿기 때문에 도덕법이 요구하는 필연성을 선험적 추론에서 도출할 수 있을 뿐이다. 이러한 중요성을 염두에 두고 정초는 순수한(선험적 ) 윤리를 확립하려고 시도한다. 그러한 윤리는 도덕법의 가능성을 설명하고 칸트가 도덕의 최고 원칙 이라고 부르는 것을 찾는다. 의 다음 섹션의 목적은 도덕법이 존재한다면 어떠해야 하는지를 설명하고 실제로 존재하며 우리에게 권위가 있음을 보여주는 것이다.
섹션 1에서 칸트는 상식적 도덕에서 도덕의 최고 원칙에 이르기까지 주장하며, 이를 정언 명령 이라고 부른다. 칸트는 우리가 공유하는 상식 도덕의 논쟁의 여지가 없는 전제와 '선', ' 의무 ', '도덕적 가치'와 같은 상식 개념의 분석이 도덕의 최고 원칙(즉, 정언 명령)을 산출할 것이라고 생각한다.
칸트는 성향이든 도덕이든 우리의 모든 행동은 어떤 법칙을 따라야 한다고 믿다.  도덕법이 목적과 상황에 관계없이 보편적으로 그리고 필연적으로 구속되어야 한다는 것을 안다.
섹션 II에서 칸트는 처음부터 시작하여 대중 도덕 철학에서 윤리 형이상학으로 이동하려고 시도한다. 그는 우리가 도덕적으로 행동한다고 생각하더라도 성향이 아니라 의무에 의해 동기가 부여된다고 전혀 확신할 수 없다고 말한다. 칸트는 인간이 행동 동기를 평가할 때 스스로를 잘 속이기 때문에 개인이 자신이 의무에 따라 행동한다고 믿는 상황에서도 의무에 따라 행동하고 동기가 부여될 수 있다고 관찰한다. 그러나 우리가 도덕이 요구하는 바에 미치지 못하는 경우가 많다는 사실은 우리가 도덕 법칙에 대한 기능적 개념을 가지고 있음을 나타낸다.
도덕법이 존재한다면 보편적으로 그리고 필연적으로 적용되어야 함을 상기하십시오. 그러므로 도덕법은 어떤 특정한 목적을 채택하는 경우에만 적용되는 가상의 명령에 절대 의존할 수 없다. 오히려 도덕법과 관련된 명령은 정언 명령이어야 한다. 정언 명령은 사람이 가질 수 있는 다양한 목적에 관계없이 모든 합리적 행위자에게 적용된다.

## 같이 보기
- 칸트주의